# Hanna Krall
Hanna Krall, po mężu Szperkowicz (ur. 20 maja 1935 w Warszawie) – polska pisarka, reporterka i dziennikarka.

## Życiorys
Urodziła się 20 maja 1935 w Warszawie (część źródeł podaje rok 1937), w żydowskiej rodzinie urzędników, jako córka Salomona Kralla i Felicji Jadwigi z domu Reichold. Dzieciństwo spędziła w Lublinie. Podczas II wojny światowej z rąk niemieckich zginęło wielu członków jej najbliższej rodziny, w tym ojciec. Wojnę przeżyła tylko dlatego, że była ukrywana przez Polaków. Holokaust i losy Żydów polskich z czasem stały się głównym tematem jej twórczości.
Po wojnie przebywała w domu dziecka w Otwocku. W roku 1955 ukończyła dziennikarstwo na Uniwersytecie Warszawskim.
Od 1955 pracowała w redakcji „Życia Warszawy”, od 1969 do 1981 w „Polityce”, której korespondentem w ZSRR była w latach 1966–1969. Reportaże z ZSRR wydała w tomie Na wschód od Arbatu. W latach 1982–1987 była zastępczynią kierownika literackiego Zespołu Filmowego „Tor”. Na początku lat 90. szkoliła reporterów w „Gazecie Wyborczej”.
Światową sławę przyniósł jej oryginalny w formie wywiad z Markiem Edelmanem Zdążyć przed Panem Bogiem (1977). Wydała także zbiory reportaży, m.in. Trudności ze wstawaniem (1990), Taniec na cudzym weselu (1994), Dowody na istnienie (1996), Tam już nie ma żadnej rzeki (1998), To ty jesteś Daniel (2001). Cztery ostatnie w 2007 zebrała w książce Żal. Jest także autorką powieści: Okna i Sublokatorka. Ukazały się również jej reportaże książkowe: Wyjątkowo długa linia, Król Kier znów na wylocie, Różowe strusie pióra.
Jej teksty były podstawą scenariuszy filmów Krótki dzień pracy Krzysztofa Kieślowskiego i Daleko od okna Jana Jakuba Kolskiego.
Jej twórczość przetłumaczono na wiele języków. Należała do Związku Literatów Polskich (1978–1983). Była członkinią Stowarzyszenia Pisarzy Polskich od 1989 do sierpnia 2020.
Była żoną dziennikarza Jerzego Szperkowicza (zm. 2022).

## Publikacje
- Na wschód od Arbatu, Warszawa: Iskry, 1972.
- Zdążyć przed Panem Bogiem, Kraków: Wydawnictwo Literackie, 1977.
- Sześć odcieni bieli, Warszawa: Czytelnik, 1978.
- Sublokatorka, Paryż: Libella, 1985; Kraków 1985 (pierwszy przedruk w drugim obiegu).
- Okna, Londyn: Aneks, 1987; Warszawa 1987 (przedruk w drugim obiegu).
- Trudności ze wstawaniem, Warszawa 1988 (w drugim obiegu). Wydanie oficjalne (łącznie z powieścią Okna) Warszawa: Alfa, 1990.
- Hipnoza, Warszawa: Alfa, 1989.
- Taniec na cudzym weselu, Warszawa: BGW, 1993.
- Co się stało z naszą bajką [opowieść dla dzieci], Warszawa: Twój Styl, 1994.
- Dowody na istnienie, Poznań: Wydawnictwo a5, 1995.
- Tam już nie ma żadnej rzeki, Kraków: Wydawnictwo a5, 1998.
- To ty jesteś Daniel, Kraków: Wydawnictwo a5, 2001.
- Wyjątkowo długa linia, Kraków: Wydawnictwo a5, 2004.
- Spokojne niedzielne popołudnie, Kraków: Wydawnictwo a5, 2004.
- Król kier znów na wylocie, Warszawa: Świat Książki, 2006.
- Żal, Warszawa: Świat Książki, 2007.
- Różowe strusie pióra, Warszawa: Świat Książki, 2009[6].
- Biała Maria, Warszawa: Świat Książki, 2011[7]
- Na wschód od Arbatu, Warszawa: Wydawnictwo Dowody na Istnienie, 2014. Wydanie drugie poprawione.
- Sześć odcieni bieli i inne historie, Warszawa: Wydawnictwo Dowody na Istnienie, 2015.
- Fantom bólu. Reportaże wszystkie, Kraków: Wydawnictwo Literackie, 2017.
- Pola i inne rzeczy teatralne, Kraków: Wydawnictwo Literackie, 2018.
- Synapsy Marii H., Kraków: Wydawnictwo Literackie, 2020.
- Smutek ryb, Warszawa: Dowody na Istnienie, 2020 (Zbiór rozmów, które ukazywały się w „Wiadomościach Wędkarskich” w latach 1983–1984).
- Szczegóły znaczące, Kraków: Wydawnictwo Literackie, 2022 (Zbiór tekstów, które ukazywały się w „Tygodniku Powszechnym” w latach 2021–2022).
- Jedenaście, Kraków: Wydawnictwo a5, 2024.

## Nagrody i odznaczenia
Była laureatką Nagrody im. Juliana Bruna (1965), Nagrody im. Ksawerego Pruszyńskiego (1981), Nagrody Kulturalnej „Solidarności” (1985), nagrody miesięcznika „Odra” (1989), Nagrody im. Bolesława Prusa (1990). W 1993 otrzymała odznakę honorową ZAiKS-u. W 1999 otrzymała Nagrodę Wielką Fundacji Kultury. Nominowana do Nagrody Literackiej „Nike” 1999 za Tam nie ma już żadnej rzeki. W 2001 za demaskację prawd pozornych oraz za popularyzację uniwersalnych wartości moralnych została odznaczona Orderem Ecce Homo. W 2004 „za wybitne zasługi w twórczości literackiej” została odznaczona Krzyżem Komandorskim Orderu Odrodzenia Polski. W 2005 została nominowana do Nagrody Literackiej „Nike” (i znalazła się w finale tej nagrody) za książkę Wyjątkowo długa linia (ta książka została wybrana książką Lipca Warszawskiej Premiery Literackiej 2004). Jej książka Król Kier znów na wylocie w 2007 została nominowana do Literackiej Nagrody Środkowoeuropejskiej Angelus. W tym samym roku okazał się zbiór wywiadów pt. Reporterka. Rozmowy z Hanną Krall Jacka Antczaka. W 2008 Król kier znów na wylocie został uznany w plebiscycie księgarzy, czytelników i bibliotekarzy za Książkę Roku 2006. W listopadzie 2009 otrzymała nagrodę w studenckim plebiscycie MediaTory w kategorii AuTORytet. W grudniu 2009 otrzymała najwyższe wyróżnienie Stowarzyszenia Dziennikarzy Polskich – Dziennikarski Laur. Również w tym samym roku została uhonorowana nagrodą literacką im. Władysława Reymonta. 11 kwietnia 2014 została odznaczona Złotym Medalem „Zasłużony Kulturze Gloria Artis”. W grudniu 2014 otrzymała za całokształt twórczości Nagrodę Literacką im. Juliana Tuwima. 23 października 2015 odsłoniła swoją płytę w oświęcimskiej Alei Pisarzy przy Miejskiej Bibliotece Publicznej im. Łukasza Górnickiego. W 2017 otrzymała Nagrodę Literacką m.st. Warszawy w kategorii „Warszawski Twórca”. W 2018 otrzymała nagrodę 100-lecia ZAiKS-u, nagroda specjalną i członkostwo honorowe ZAiKS-u. W 2021 otrzymała tytuł Ambasadora Polszczyzny w Piśmie. W 2025 otrzymała odebrała honorowe obywatelstwo Lublina